# Italian Hockey League - Serie A 2022-2023
L'89º massimo campionato italiano di hockey su ghiaccio ha preso il nome di Italian Hockey League - Serie A 2022-2023.

## Squadre
Come di consueto, le squadre italiane iscritte alla AHL si sono disputate anche lo scudetto.
È tuttavia scomparsa una delle squadre protagoniste: l'Asiago ha raggiunto il Bolzano e il Val Pusteria in ICE Hockey League; al suo posto la federazione ha concesso una wild card all'Hockey Unterland Cavaliers, squadra che si è pertanto iscritta per la prima volta al torneo di serie A e all'Alps Hockey League.
| SG Cortina                 | Veneto              | Cortina d'Ampezzo (BL)    | Stadio Olimpico del Ghiaccio | 2.700 | 75         |
| HC Merano                  | Trentino-Alto Adige | Merano (BZ)               | MeranArena                   | 3.000 | 27         |
| WSV Sterzing Broncos       | Trentino-Alto Adige | Vipiteno (BZ)             | Weihenstephan Arena          | 1.700 | 17         |
| Hockey Unterland Cavaliers | Trentino-Alto Adige | Egna                      | WürthArena                   | 1.200 | esordiente |
| HC Fassa                   | Trentino-Alto Adige | Alba di Canazei (TN)      | Gianmario Scola              | 3.500 | 38         |
| Ritten Sport               | Trentino-Alto Adige | Collalbo (BZ)             | Arena Ritten                 | 1.200 | 30         |
| HC Gherdëina               | Trentino-Alto Adige | Selva di Val Gardena (BZ) | Pranives                     | 2.000 | 56         |

## Formula
La formula sperimentata nella stagione precedente a causa della cancellazione dei play-off a causa della pandemia di COVID-19 è stata confermata anche in questa stagione. Gli incontri disputati durante la Regular Season fra squadre italiane hanno contribuito a stilare la classifica. Le prime 4 squadre classificate si giocheranno il titolo mediante un torneo all'italiana da disputarsi nel corso di una settimana. La prima classificata giocherà tutte e tre le gare in casa, la seconda classificata ne giocherà due, la terza solo una, la quarta tutte in trasferta.

## Qualificazione

### Risultati
| Casa                                                            | Trasferta             | Trasferta             | Trasferta             | Trasferta             | Trasferta             | Trasferta             | Trasferta             |
| Casa                                                            | Cortina               | Fassa                 | Gherdëina             | Merano                | Renon                 | Unterland             | Vipiteno              |
| --------------------------------------------------------------- | --------------------- | --------------------- | --------------------- | --------------------- | --------------------- | --------------------- | --------------------- |
| Cortina                                                         | –                     | 5:0 referto           | 4:3 referto referto 2 | 5:0 referto referto 2 | 2:3 d.t.r. referto    | 5:3 referto           | 5:4 referto referto 2 |
| Fassa Falcons                                                   | 2:1 d.t.s. referto    | –                     | 3:1 referto           | 2:4 referto           | 1:4 referto           | 6:3 referto           | 2:5 referto referto 2 |
| Gherdëina                                                       | 3:4 d.t.s. referto    | 5:2 referto referto 2 | –                     | 3:4 referto           | 2:4 referto           | 1:5 referto referto 2 | 3:5 referto           |
| Merano                                                          | 1:5 referto           | 7:3 referto           | 1:3 referto referto 2 | –                     | 5:1 referto           | 1:2 referto           | 4:3 referto           |
| Ritten-Renon                                                    | 2:1 referto           | 5:3 referto           | 1:2 referto referto 2 | 5:1 referto referto 2 | –                     | 3:4 d.t.s. referto    | 5:3 referto           |
| Unterland Cavaliers                                             | 2:3 referto referto 2 | 3:2 d.t.r. referto    | 5:1 referto           | 3:6 referto           | 7:4 referto           | –                     | 4:2 referto referto 2 |
| Vipiteno Broncos                                                | 3:2 referto           | 3:4 d.t.s. referto    | 11:3 referto          | 2:5 referto           | 2:4 referto referto 2 | 1:4 referto           | –                     |
| d.t.s. – dopo tempi supplementari; d.t.r. – dopo tiri di rigore |                       |                       |                       |                       |                       |                       |                       |

#### Classifica
| Pos. | Squadra             | Pt | G  | V | VOT | POT | P | GF | GS | DR  |
| ---- | ------------------- | -- | -- | - | --- | --- | - | -- | -- | --- |
| 1.   | Cortina             | 25 | 12 | 7 | 1   | 2   | 2 | 42 | 26 | +16 |
| 2.   | Ritten-Renon        | 24 | 12 | 7 | 1   | 1   | 3 | 41 | 33 | +6  |
| 3.   | Unterland Cavaliers | 22 | 12 | 6 | 2   | 0   | 4 | 45 | 35 | +10 |
| 4.   | Merano              | 21 | 12 | 7 | 0   | 0   | 5 | 39 | 37 | +2  |
| 5.   | Vipiteno Broncos    | 13 | 12 | 4 | 0   | 1   | 7 | 44 | 45 | -1  |
| 6.   | Fassa Falcons       | 11 | 12 | 2 | 2   | 1   | 7 | 30 | 46 | -16 |
| 7.   | Gherdëina           | 10 | 12 | 3 | 0   | 1   | 8 | 30 | 49 | -19 |

## Girone scudetto

### Incontri

#### Giornata 1
| Arbitri: | Thomas Egger Turo Samuel Virta |

| |           | |
| Prast (Fink, Tavi) 12:31 Spinell (Tavi, Cardwell) 14:18 J. Kostner (Cardwell) 15:51 Cardwell (Fink, Prast) 55:24 | Marcatori | 33:14 Haarala (Brighenti Moretti) 37:34 Luka Julius Nyman (Kaufmann, Markkula) 39:41 Markkula (Kaufmann, Girardi) |

| Arbitri: | Alex Lazzeri Andrea Moschen |

|                                                                                   |           |  |
| Saha (Traversa, Di Tommaso) 33:52 Barnabò (Traversa) 49:29 Adami (Traversa) 58:46 | Marcatori |  |

#### Giornata 2
| Arbitri: | Thomas Egger Federico Stefenelli |

|                              |           |  |
| Insam (Lang, Pechlaner) 6:12 | Marcatori |  |

| Arbitri: | Omar Piniè Simone Soraperra |

|                                                                                      |           |                                  |
| Alverà (Cuglietta) 21:42 Sanna (Barnabò, Parini) 39:58 Cuglietta (Sanna, Seed) 49:43 | Marcatori | 5:55 Girardi (Haarala, Markkula) |

#### Giornata 3
| Arbitri: | Federico Stefenelli Thomas Egger |

|                                                                                               |           | |
| Girardi (Egger, Nyman) 15:20 Girardi (Haarala, Markkula) 28:49 Haarala (Girardi, Nyman) 37:11 | Marcatori | 8:47 Fuchs (Chiodo, Colella) 36:57 Berger (Colella, Borgatello) 42:45 Tomasini (Chiodo) 58:16 Rein (Tomasini, Gellon) 59:33 Berger (Borgatello) |

| Arbitri: | Alex Lazzeri Andrea Moschen |

|                                                                        |           |                                  |
| Cuglietta (Zardini Lacedelli) 5:12 M. Zanatta (Adami, Lacedelli) 32:10 | Marcatori | 11:20 R. Öhler (Cardwell, Insam) |

### Classifica
| Pos. | Squadra             | Pt | G | V | VOT | POT | P | GF | GS | DR |
| ---- | ------------------- | -- | - | - | --- | --- | - | -- | -- | -- |
| 1.   | Cortina             | 9  | 3 | 3 | 0   | 0   | 0 | 8  | 2  | +6 |
| 2.   | Ritten-Renon        | 6  | 3 | 2 | 0   | 0   | 1 | 6  | 5  | +1 |
| 3.   | Merano              | 3  | 3 | 1 | 0   | 0   | 2 | 5  | 7  | -2 |
| 4.   | Unterland Cavaliers | 0  | 3 | 0 | 0   | 0   | 3 | 7  | 12 | -5 |